# Carlotta Aglaia di Borbone-Orléans
Carlotta Aglaia di Borbone-Orléans (Parigi, 20 ottobre 1700 – Parigi, 19 gennaio 1761) era la terza figlia di Filippo II di Borbone-Orléans, duca d'Orléans, e di sua moglie, Francesca Maria di Borbone-Francia. Nota come Mademoiselle de Valois dalla nascita, divenne duchessa consorte di Modena e Reggio per matrimonio.

## Biografia

### Infanzia ed educazione

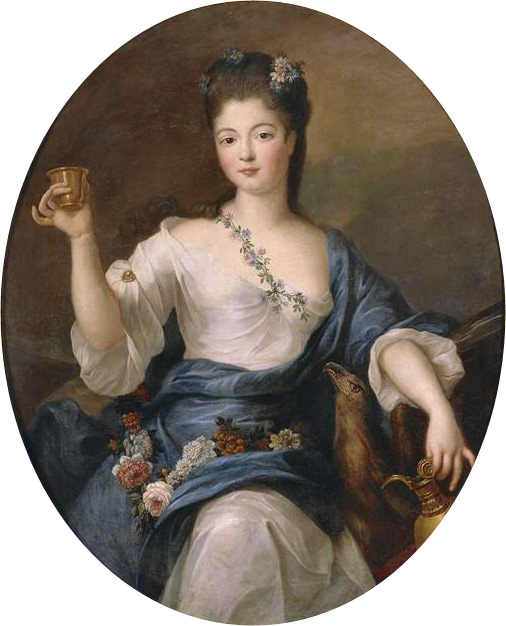
Carlotta Aglaia di Borbone-Orléans, ritratta da Pierre Gobert nell'infanzia.

Carlotta Aglaia era la terza figlia del Duca d'Orléans e Reggente di Francia, Filippo II di Borbone-Orléans e di sua moglie, Francesca Maria di Borbone-Francia. Ricevette alla nascita il prefisso onorifico di Mademoiselle de Valois, non poteva dirsi bella, ma era vivace e molto convinta di sé. Suo padre l'amava molto e questa sua debolezza nei confronti della figlia lo portò a educarla molto male.
Sua sorella maggiore, la duchessa consorte di Berry, suggerì di farla sposare al giovane Luigi Armando I, principe di Conti, figlio di Francesco Luigi, principe di Conti e di sua moglie Maria Teresa di Borbone, ma Luigi XIV non avrebbe dato il proprio consenso.
Nel 1716, la madre suggerì il suo matrimonio con il suo primo cugino, Luigi Augusto di Borbone, principe de Dombes, figlio di suo zio, Luigi Augusto di Borbone, duca del Maine, ma Carlotta Aglaia si rifiutò. Poco dopo, andò a vivere presso il Château de Saint-Cloud con la nonna paterna, Elisabetta Carlotta del Palatinato, la duchessa vedova d'Orléans.
Suo cugino, Luigi Enrico, duca di Borbone, le propose il nome di suo fratello minore, Carlo di Borbone, conte di Charolais. Si disse che Carlotta Aglaia abbia preso in seria considerazione la proposta, ma i suoi genitori si rifiutarono di acconsentire.
Nel 1717 iniziò una relazione con il duca di Richelieu, che due anni dopo fu arrestato dal Reggente in relazione alla cospirazione del principe di Cellemare: Carlotta lo visitò in prigione parecchie volte e sollecitò il padre a perdonare il suo amante, in modo da poterlo sposare.
Un precedente progetto per sposarla al re di Sardegna era già naufragato.

### Il Matrimonio
Malgrado i desideri di sua figlia, il Reggente accettò l'offerta del Duca Rinaldo d'Este in favore di suo figlio, il futuro duca Francesco III d'Este (1698-1780).
La data originale per il matrimonio era il 25 gennaio 1720, ma questa data fu rinviata al mese successivo a causa di una svista da parte del Vescovo di Modena. Nonostante questo, l'atto di matrimonio fu firmato il 31 gennaio.
L'11 febbraio 1720, un matrimonio per procura fu eseguito presso il palazzo delle Tuileries. Dopo questo, ci fu un banchetto presso il Palais Royal, dove il giovane re Luigi XV, partecipò e presentò i suoi doni alla nuova principessa ereditaria di Modena e Reggio.
Carlotta Aglaia arrivò a Reggio il 20 giugno; la cerimonia di nozze fu celebrata nel 1720 e Carlotta ricevette una dote enorme: 1,8 milioni di sterline, metà pagata dal re di Francia.
Carlotta si annoiava a Modena, ma il Duca di Richelieu andava a visitarla travestito: ella voleva, a tutti i costi, separarsi dal marito e tornare in Francia. Quando ci riuscì il re Luigi XV di Francia l'accolse con estrema freddezza e la costrinse a vivere ai margini della vita di corte.
Alla morte di suo suocero nel 1737, suo marito assunse il nome di Francesco III, regnante duca di Modena e Reggio. Nonostante il nuovo rango di Carlotta Aglaia, in qualità di consorte di un Principe Sovrano, ella non ricevette alcun miglioramento nel trattamento in Francia. I rapporti familiari peggiorarono quando Carlotta Aglaia e suo fratello si impegnarono in una causa riguardante alcuni beni di famiglia. 
Introdusse un teatro in stile francese a Modena, che si rivelò essere un grande successo, come pure l’introduzione di un corpo di ballo in città. Suo marito approntò una serie di modifiche al Palazzo Ducale di Modena, tra cui una grande sala, copia esatta di una al palazzo delle Tuileries. Durante il loro matrimonio, il marito accumulò una delle più belle collezioni di ritratti in Italia.

### La Morte
Morì nel Palais du Luxembourg il 19 gennaio 1761. Il suo cuore venne posto nel monastero delle Carmelitane scalze di Reggio Emilia.
Il 14 marzo 1783, il figlio Ercole III d'Este, lo fece spostare nella chiesa del monastero del Corpus Domini della stessa città, poiché il monastero delle Carmelitane venne soppresso.
Nel 1870 anche il monastero del Corpus Domini viene soppresso, ma nei verbali di soppressione non si parla del cuore che forse venne disperso nell'epoca Repubblicana del 1796. Dopo la sua morte, il marito si risposò altre due volte in matrimoni morganatici con Teresa Castelbarco e Renata Teresa d'Harrach.
Il suo corpo fu sepolto nell'Abbazia di Val-de-Grâce dove aveva trascorso una parte della sua giovinezza.

## Titoli nobiliari

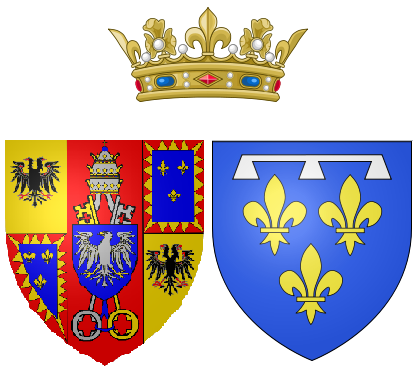
Armi di Carlotta Aglaia come Duchessa di Modena e Reggio.

- 20 ottobre 1700 - 26 ottobre 1737: "Sua Altezza Serenissima" Mademoiselle de Valois
- 26 ottobre 1737 - 19 gennaio 1761: "Sua Altezza Serenissima" la Duchessa di Modena e Reggio

## Discendenza
Carlotta e il marito ebbero nove figli:
- Alfonso (1723 - 1725);
- Francesco Constantino (1724 - 1725);
- Maria Teresa (1726 - 1754), moglie di Luigi Giovanni Maria di Borbone, Duca di Penthièvre;
- Ercole Rinaldo (1727 - 1803);
- Matilde (1729 - 1803);
- Beatrice (1731 - 1736);
- Maria Fortunata (1734 - 1803), moglie di Luigi Francesco Giuseppe di Borbone, Principe di Conti;
- Benedetto Filippo (1736 - 1751);
- Maria Elisabetta (1741 - 1774).

## Ascendenza
|                                    |                       |                                      | Genitori                              |  |  | Nonni |  |  | Bisnonni              |  |  | Trisnonni            |  |
|                                    |                       |                                      |                                       |  |  |       |  |  | Luigi XIII di Francia |  |  | Enrico IV di Francia |  |
|                                    |                       |                                      |                                       |  |  |       |  |  | Luigi XIII di Francia |  |  | Enrico IV di Francia |  |
|                                    |                       | Maria de' Medici                     |                                       |  |  |       |  |  | Luigi XIII di Francia |  |  |                      |  |
| Filippo I di Borbone-Orléans       |                       |                                      |                                       |  |  |       |  |  | Luigi XIII di Francia |  |  |                      |  |
|                                    |                       | Anna d'Austria                       | Filippo III di Spagna                 |  |  |       |  |  |                       |  |  |                      |  |
|                                    |                       | Anna d'Austria                       | Filippo III di Spagna                 |  |  |       |  |  |                       |  |  |                      |  |
|                                    |                       | Anna d'Austria                       | Margherita d'Austria                  |  |  |       |  |  |                       |  |  |                      |  |
| Filippo, Duca d'Orléans            |                       | Anna d'Austria                       |                                       |  |  |       |  |  |                       |  |  |                      |  |
|                                    |                       | Carlo I Luigi del Palatinato         | Federico V Elettore Palatino          |  |  |       |  |  |                       |  |  |                      |  |
|                                    |                       | Carlo I Luigi del Palatinato         | Federico V Elettore Palatino          |  |  |       |  |  |                       |  |  |                      |  |
|                                    |                       | Carlo I Luigi del Palatinato         | Elisabetta Stuart                     |  |  |       |  |  |                       |  |  |                      |  |
| Elisabetta Carlotta del Palatinato |                       | Carlo I Luigi del Palatinato         |                                       |  |  |       |  |  |                       |  |  |                      |  |
|                                    |                       | Carlotta d'Assia-Kassel              | Guglielmo V d'Assia-Kassel            |  |  |       |  |  |                       |  |  |                      |  |
|                                    |                       | Carlotta d'Assia-Kassel              | Guglielmo V d'Assia-Kassel            |  |  |       |  |  |                       |  |  |                      |  |
|                                    |                       | Carlotta d'Assia-Kassel              | Amalia Elisabetta di Hanau-Münzenberg |  |  |       |  |  |                       |  |  |                      |  |
| Carlotta Aglaia di Borbone-Orléans |                       | Carlotta d'Assia-Kassel              |                                       |  |  |       |  |  |                       |  |  |                      |  |
|                                    | Luigi XIII di Francia | Enrico IV di Francia                 |                                       |  |  |       |  |  |                       |  |  |                      |  |
|                                    | Luigi XIII di Francia | Enrico IV di Francia                 |                                       |  |  |       |  |  |                       |  |  |                      |  |
|                                    | Luigi XIII di Francia | Maria de' Medici                     |                                       |  |  |       |  |  |                       |  |  |                      |  |
| Luigi XIV di Francia               | Luigi XIII di Francia |                                      |                                       |  |  |       |  |  |                       |  |  |                      |  |
|                                    |                       | Anna d'Austria                       | Filippo III di Spagna                 |  |  |       |  |  |                       |  |  |                      |  |
|                                    |                       | Anna d'Austria                       | Filippo III di Spagna                 |  |  |       |  |  |                       |  |  |                      |  |
|                                    |                       | Anna d'Austria                       | Margherita d'Austria                  |  |  |       |  |  |                       |  |  |                      |  |
| Francesca Maria di Borbone-Francia |                       | Anna d'Austria                       |                                       |  |  |       |  |  |                       |  |  |                      |  |
|                                    |                       | Gabriel de Rochechouart de Mortemart | Gaspard de Rochechouart               |  |  |       |  |  |                       |  |  |                      |  |
|                                    |                       | Gabriel de Rochechouart de Mortemart | Gaspard de Rochechouart               |  |  |       |  |  |                       |  |  |                      |  |
|                                    |                       | Gabriel de Rochechouart de Mortemart | Louise de Maure                       |  |  |       |  |  |                       |  |  |                      |  |
| Madame de Montespan                |                       | Gabriel de Rochechouart de Mortemart |                                       |  |  |       |  |  |                       |  |  |                      |  |
|                                    |                       | Diane de Grandseigne                 | Jean de Grandseigne                   |  |  |       |  |  |                       |  |  |                      |  |
|                                    |                       | Diane de Grandseigne                 | Jean de Grandseigne                   |  |  |       |  |  |                       |  |  |                      |  |
|                                    |                       | Diane de Grandseigne                 | Catherine de La Béraudière            |  |  |       |  |  |                       |  |  |                      |  |
|                                    |                       | Diane de Grandseigne                 |                                       |  |  |       |  |  |                       |  |  |                      |  |